# Alexandre Awi Mello
Alexandre Awi Mello (Rio de Janeiro, 17 gennaio 1971) è un presbitero brasiliano di fede cattolica, dal 3 agosto 2022 superiore generale dell'Istituto dei padri di Schönstatt.

## Biografia
Dopo essere entrato a far parte dell'Istituto dei padri di Schönstatt, ha studiato filosofia e teologia cattolica presso la Pontificia università cattolica del Cile a Santiago del Cile, è stato ordinato presbitero il 7 luglio 2001.
Successivamente ha continuato a studiare mariologia presso l'International Marian Research Institute dell'università di Dayton, mentre dal 2002 al 2004 è stato professore di teologia pastorale e teologia sistematica presso l'Istituto Paolo VI a Londrina e dal 2005 al 2009 presso la Pontificia università cattolica di Paraná a Curitiba. Dal 2012 è stato docente al centro universitário salesiano di San Paolo.
Nel 2013 ha raccolto un'intervista a papa Francesco nella quale il pontefice dichiarava: «credo che a Medjugorje ci sia la grazia. Non si può negare. C’è gente che si converte». L'intervista è confluita nel libro "È mia madre. Incontri con Maria".
Il 31 maggio 2017 papa Francesco lo ha nominato segretario del dicastero per i laici, la famiglia e la vita. 
Nel 2018 ha partecipato alla XV assemblea generale ordinaria del sinodo dei vescovi che ha affrontato il tema: i giovani, la fede e il discernimento vocazionale. 
Il 13 novembre 2020 è stato nominato anche consigliere della Pontificia Commissione per l'America Latina.
Il 18 agosto 2022 durante il VI Capitolo Generale dell'Istituto dei padri di Schönstatt è stato eletto nuovo superiore generale, succedendo all'argentino Juan Pablo Catoggio ed in tale veste è stato ricevuto in udienza papale il 1º settembre successivo.

## Opere
- Alexandre Awi Mello, Vivere con Maria: una conversazione con papa Francesco, San Benno, 2016, ISBN 978-3746246796.
- Alexandre Awi Mello, È mia Madre. Incontri con Maria, Formazione Cristiana E Liturgia, 2018, ISBN 978-8831165815.
- Alexandre Awi Mello, Ela è minha mae! - Encontros do Papa Francisco con Maria, Edicoes Loyola, 2020, ISBN 978-8515041404.